# Dialogue. 1893-1897
Dialogue. 1893-1897 est un ouvrage de Stéphane Mallarmé et Francis Jammes publié dans la clandestinité en 1943 aux Pays-Bas.

## Historique
Édité par les éditions A.A.M. Stols à La Haye, composé en caractères Erasme, il est achevé d'imprimer le 30 avril 1940 sur papier MM. J. B. Green & Son par l'imprimerie Boosten & Stols à Maestricht. Relié en toile bleue avec titre en or sur le dos et sur le plat, son tirage est de deux cent trente exemplaires, numérotés de 1 à 230 dont les trente premiers sont hors commerce.
L'introduction est de G. Jean-Aubry. Il n'a jamais été réédité.